# Bassey Eyo-Honesty
Bassey Eyo-Honesty est un ancien arbitre de football du Nigeria des années 1970 et 1980.

## Carrière
Il a officié dans une compétition majeure : 
- JO 1980 (1 match)